# Landhaus de Graz
Le Landhaus de Graz est le premier édifice Renaissance à avoir été construit dans la capitale styrienne Graz. L'ancien siège des domaines est l'un des édifices Renaissance les plus importants d'Europe centrale. Il a été édifié sur la Herrengasse entre 1527 et 1531, et l'aile principale a été construite à partir de 1557 selon les plans de l'architecte Domenico dell'Allio. Les fenêtres cintrées ornées, les arcades aérées et la cour à arcades à trois étages sont caractéristiques. La Landstube baroque est aujourd'hui la salle de réunion du Landtag de Styrie et de nombreux événements ont lieu dans la cour à arcades.

## Histoire
Dès 1494, les domaines styriens acquièrent une maison de ville à l'angle de la « Herrengasse » et de la « Landhausgasse », dans ce qui était alors la « bürgergasse » (aujourd'hui « herrengasse »). Ils installèrent leur bureau et une chapelle dans la maison. Déjà au XVIe siècle, le bâtiment dut être agrandi. Les domaines protestants étaient également en forte concurrence avec les souverains catholiques, qui avaient leur siège au château de Graz. L'aile la plus ancienne a ensuite été construite entre 1500 et 1510 comme l'un des premiers bâtiments Renaissance de Styrie dans la « Schmiedgasse » à Graz.
Après l'achat de deux bâtiments voisins en 1519, dont le « Prueschinkh'sche Freihaus », ils furent reconstruits de 1527 à 1531 et la salle des chevaliers fut construite au premier étage. Après l'achat d'une autre maison dans l'actuelle « Herrengasse », l'ensemble du bâtiment appartenait aux domaines de Styrie, qui agissait ouvertement comme corps protestant à partir de 1549. Le constructeur italien de la forteresse Domenico dell'Allio, qui a également participé à l'agrandissement de la forteresse du Schloßberg, fut chargé de rénover le bâtiment en 1555. L'aile principale côté « Herrengasse » et la grande cour à arcades de style Renaissance ont été créées. À droite de l’entrée est accroché le panneau de rumeurs en tôle de cuivre, qui interdit depuis 1588 « de ruminer et de se frapper » sous peine de sanction. Ils visaient à rappeler de se comporter de manière appropriée lors des sessions du parlement de l'État. La charpente a été rénovée vers 1740.
À partir de 1886, à l'instigation du gouverneur comte Gundaker von Wurmbrand, les arcades de la cour, alors murées, furent découvertes et une restauration de la façade commença. Après la construction d'une nouvelle aile de bureaux avec un couloir de liaison ouvert, le Landhauskeller, une auberge avec un jardin d'hôtes dans la petite cour de la maison de campagne, a été construit en 1890/91. Les 48 membres du Parlement du Land de Styrie se réunissent au Landstube.

### Autres

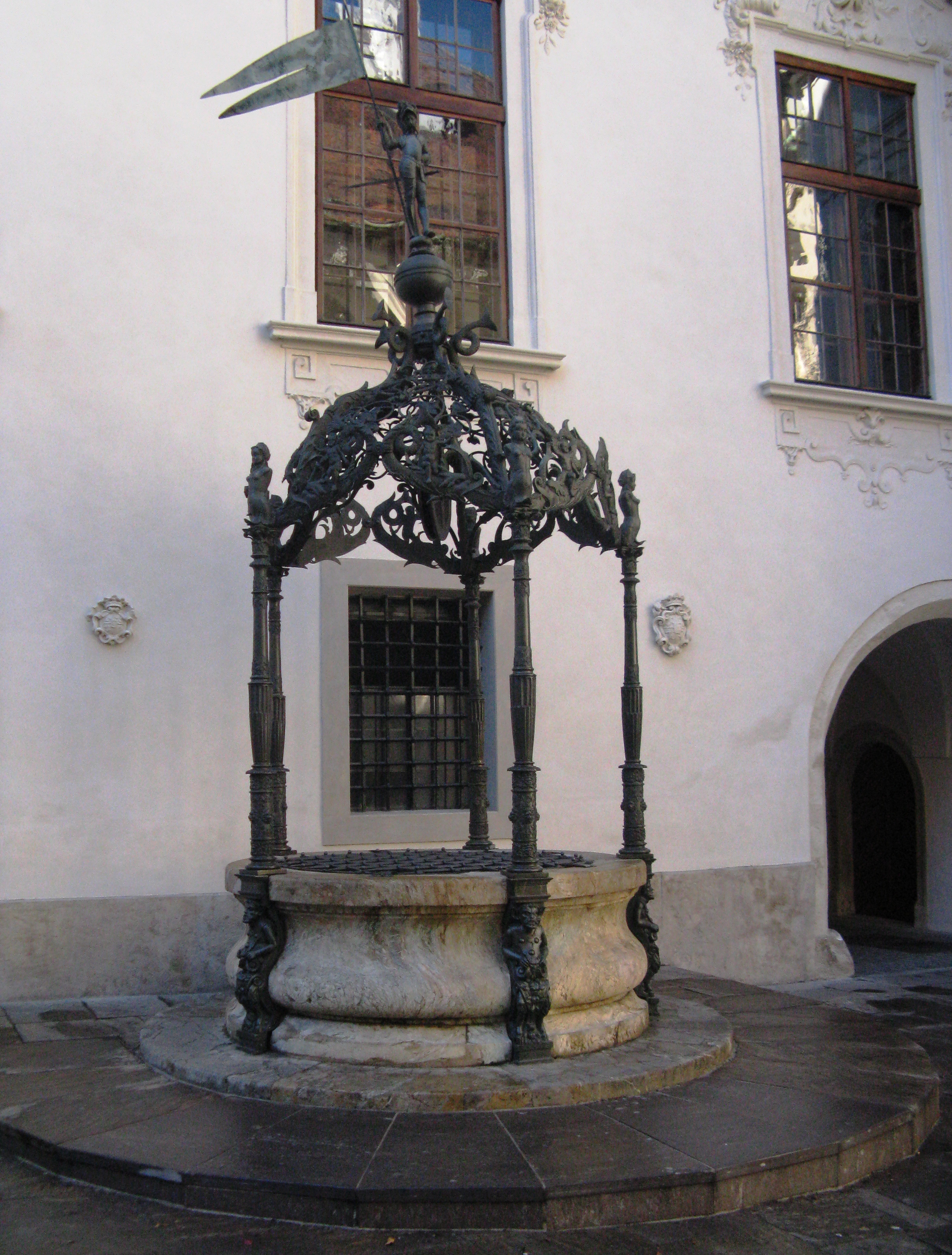
Fontaine et sa tonnelle, dans la grande cour

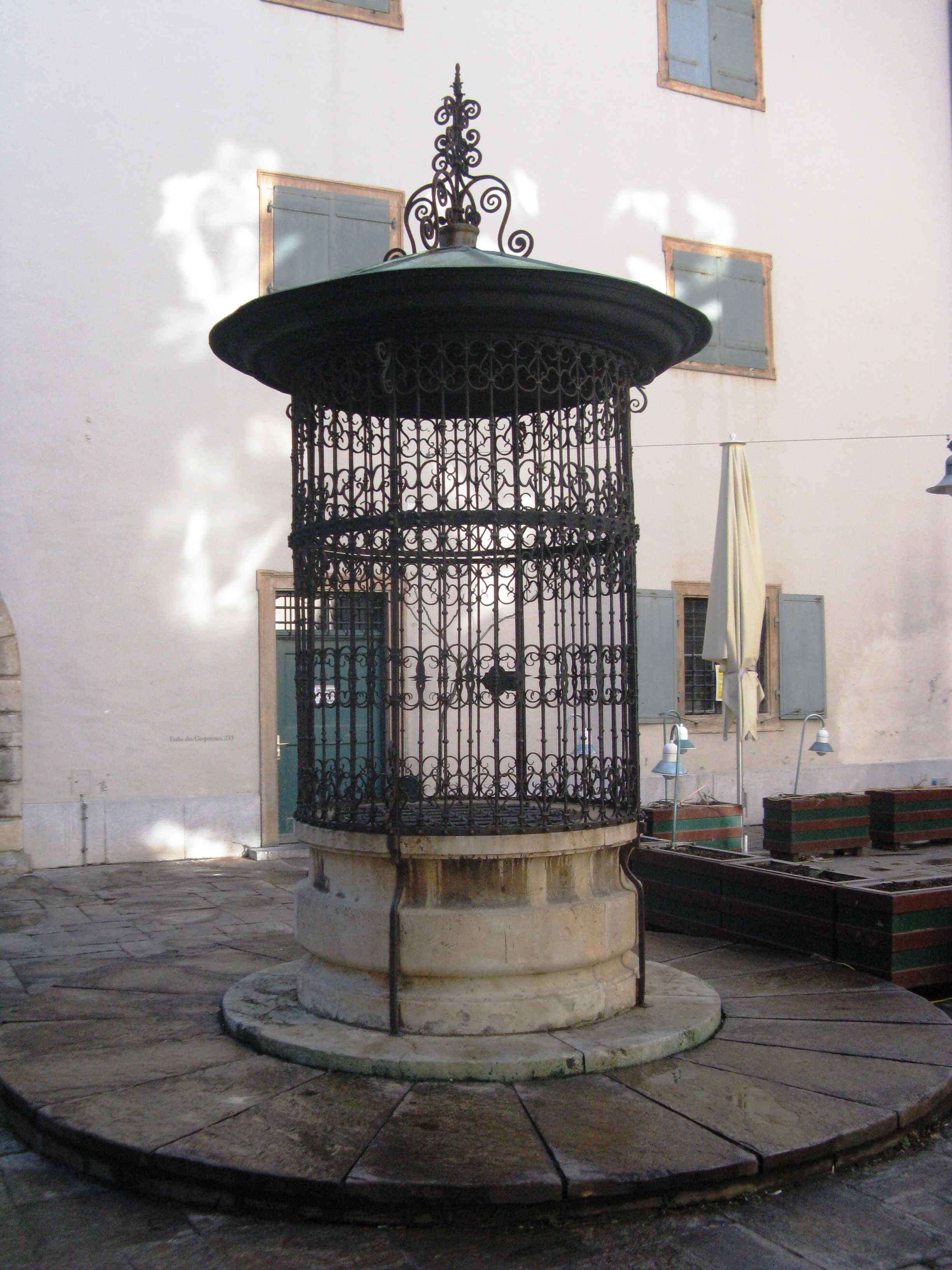
Fontaine dans la petite cour

Le 1er février 1960, la Poste autrichienne a émis un timbre de la série de timbres Monuments architecturaux autrichiens d'une valeur de 6 schillings avec ce motif.
Depuis 1996, pendant l'Avent, il y a chaque année une crèche de glace dans la cour du Landhaus, qui est illuminée le soir. 

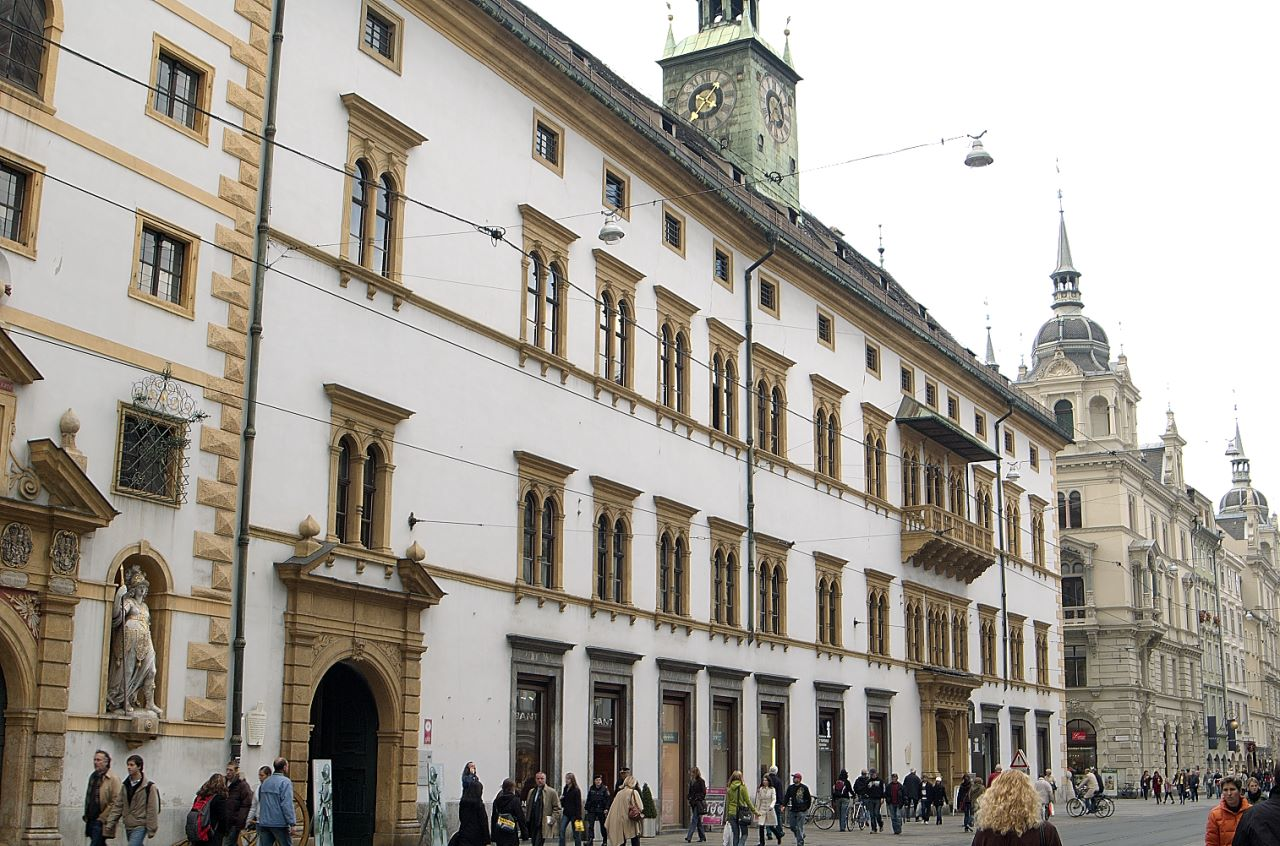
Façade du Landhaus sur la Herrengasse.
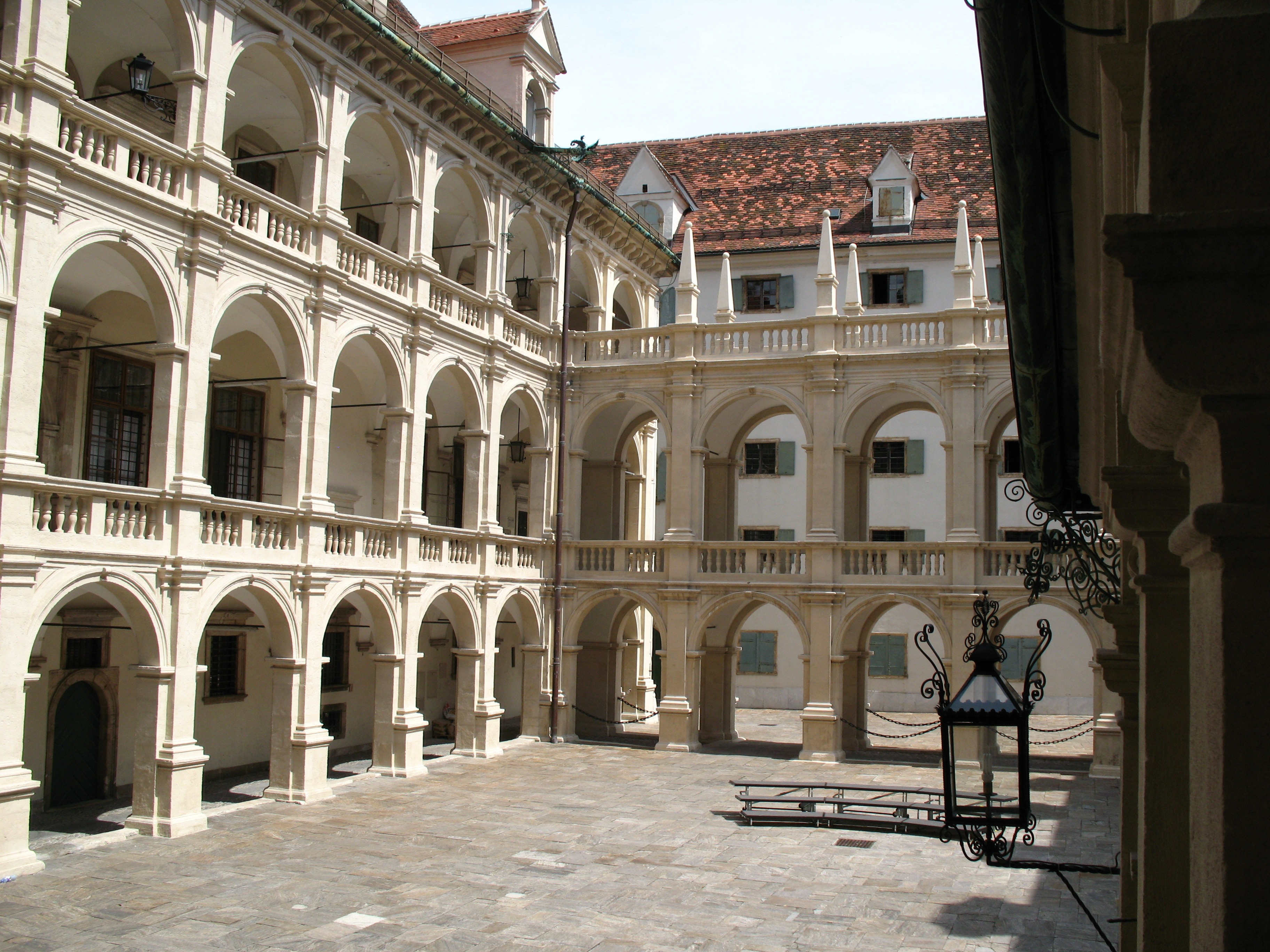
Cour du Landhaus.
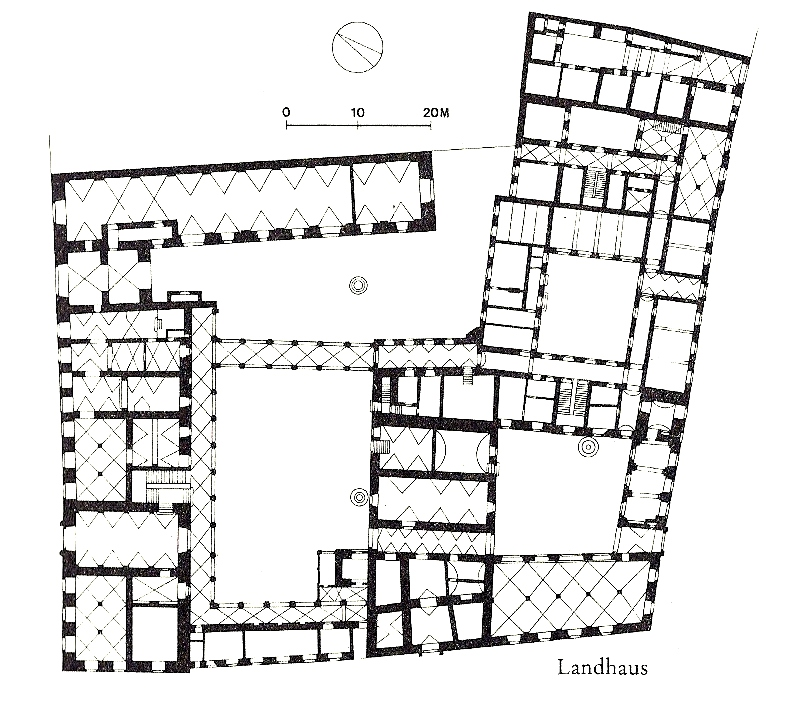
Plan d'étage.
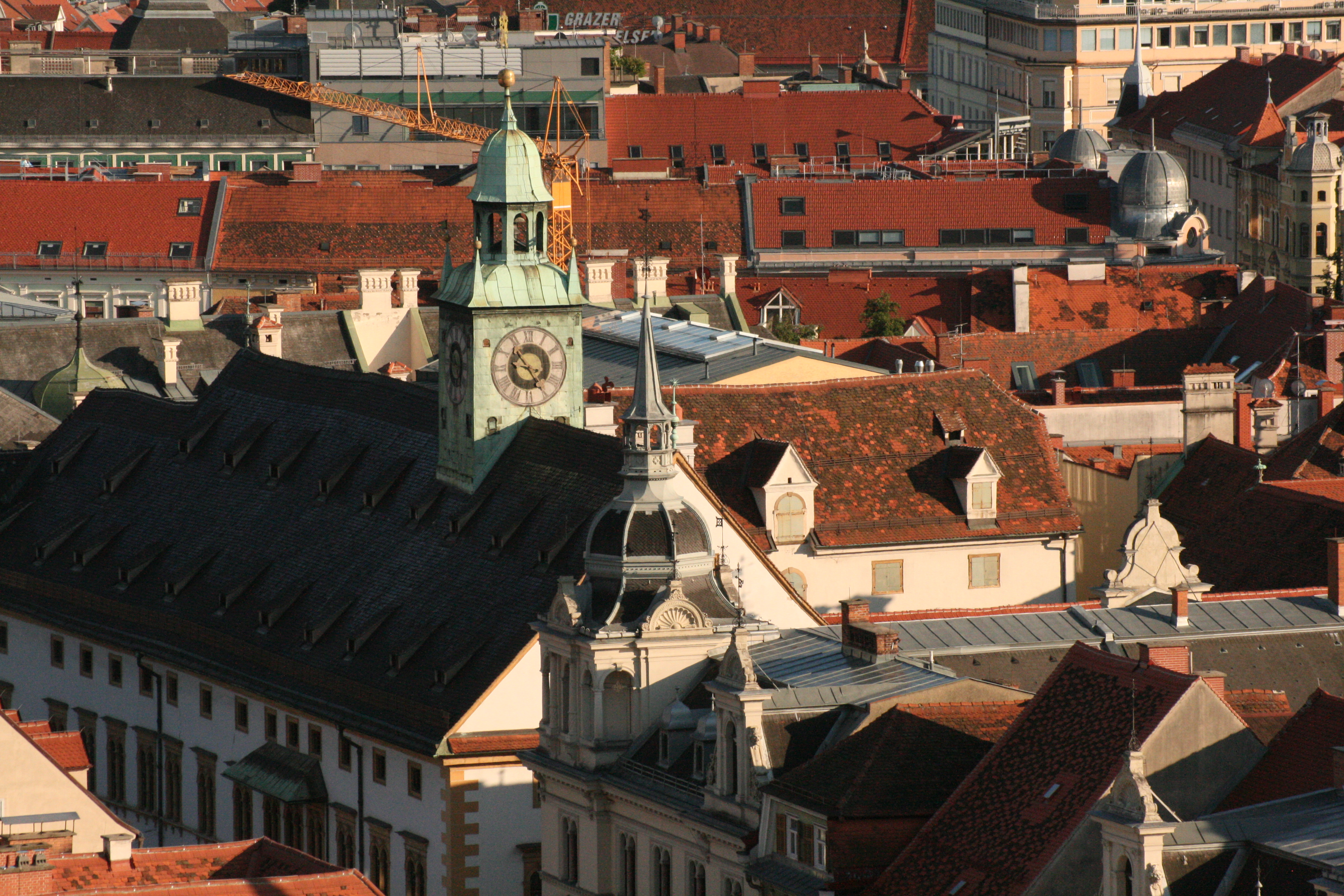
Toit avec tourelle.
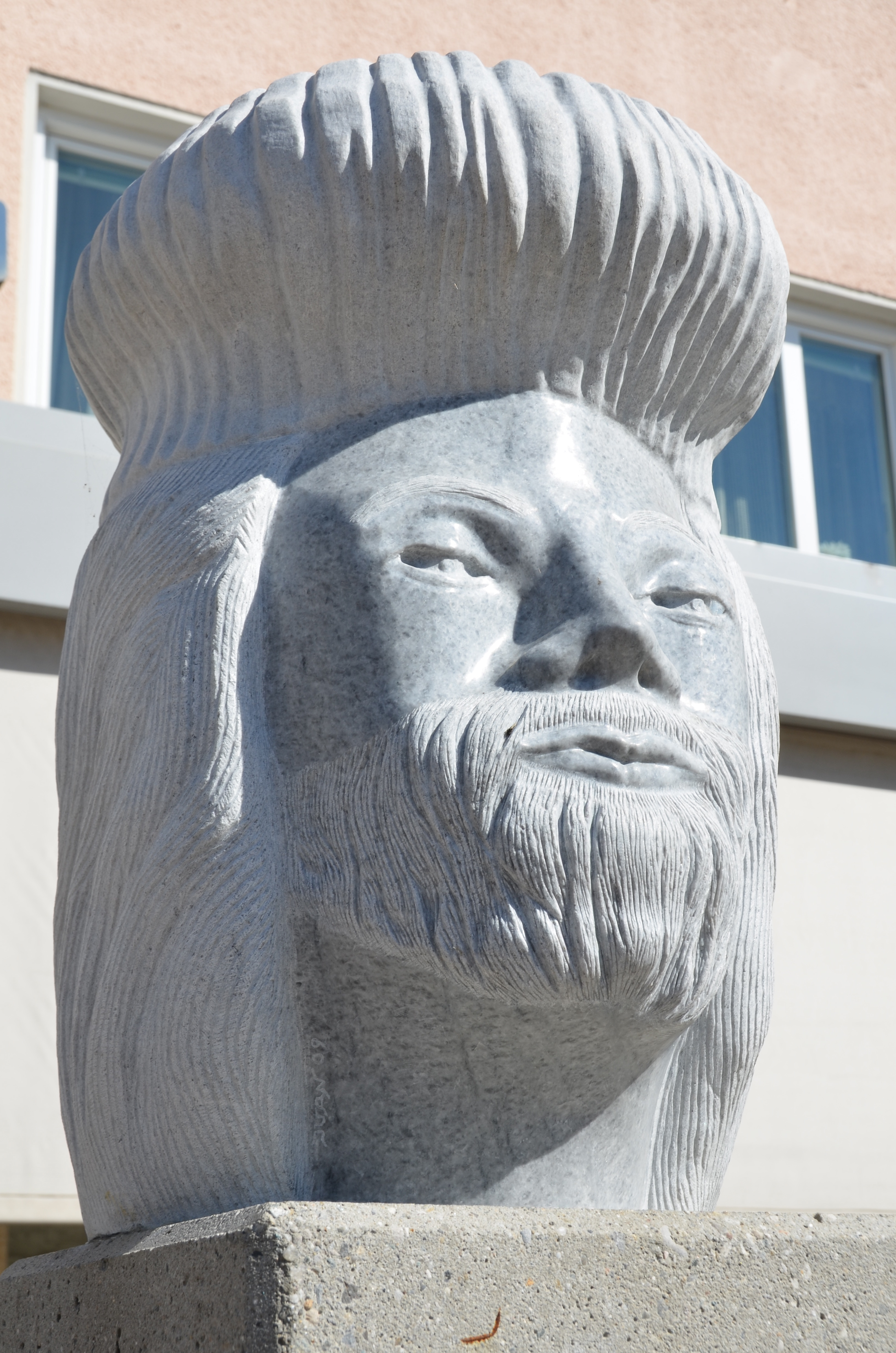
Buste de l'architecte Domenico dell'Allio.
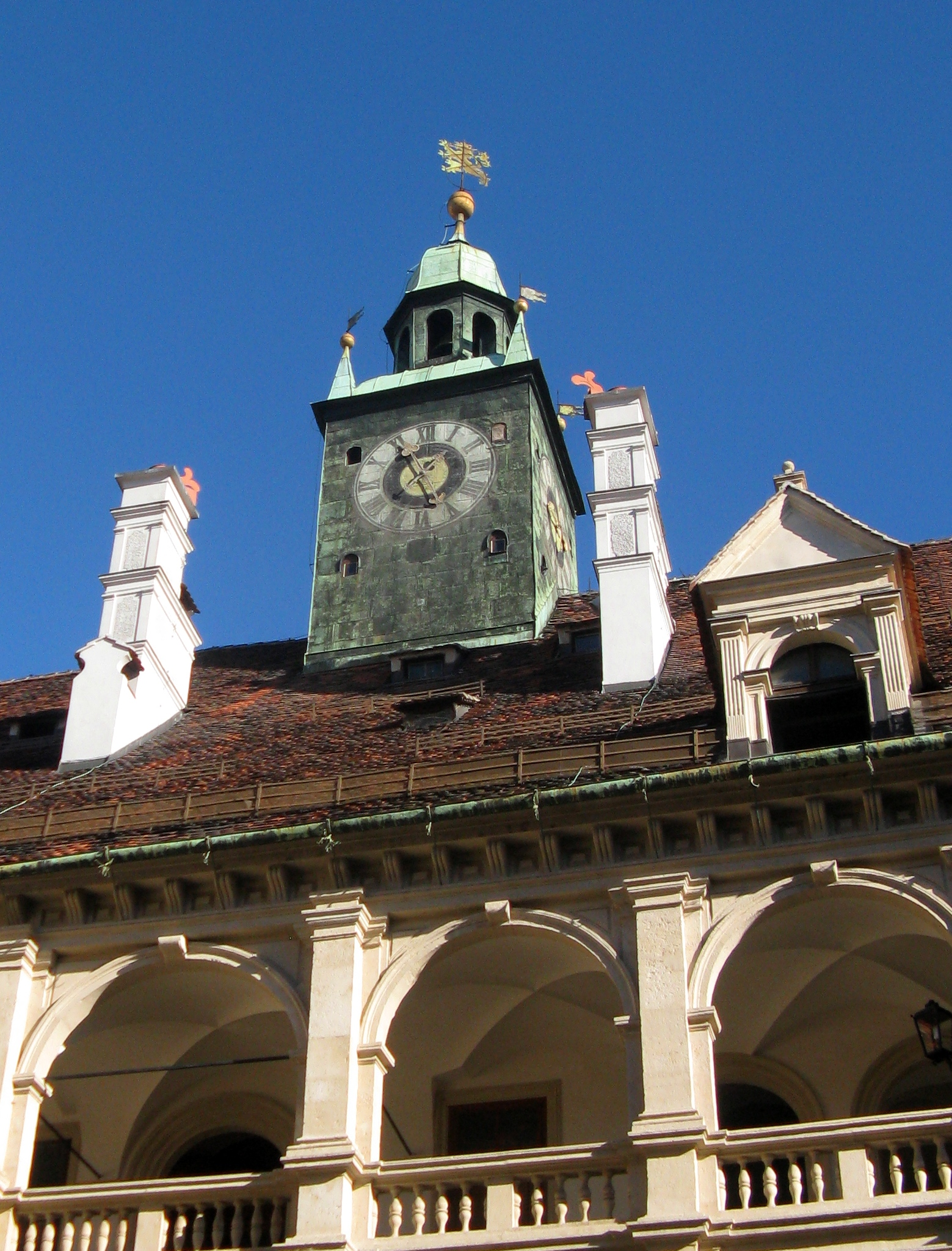
Tourelle de toit.
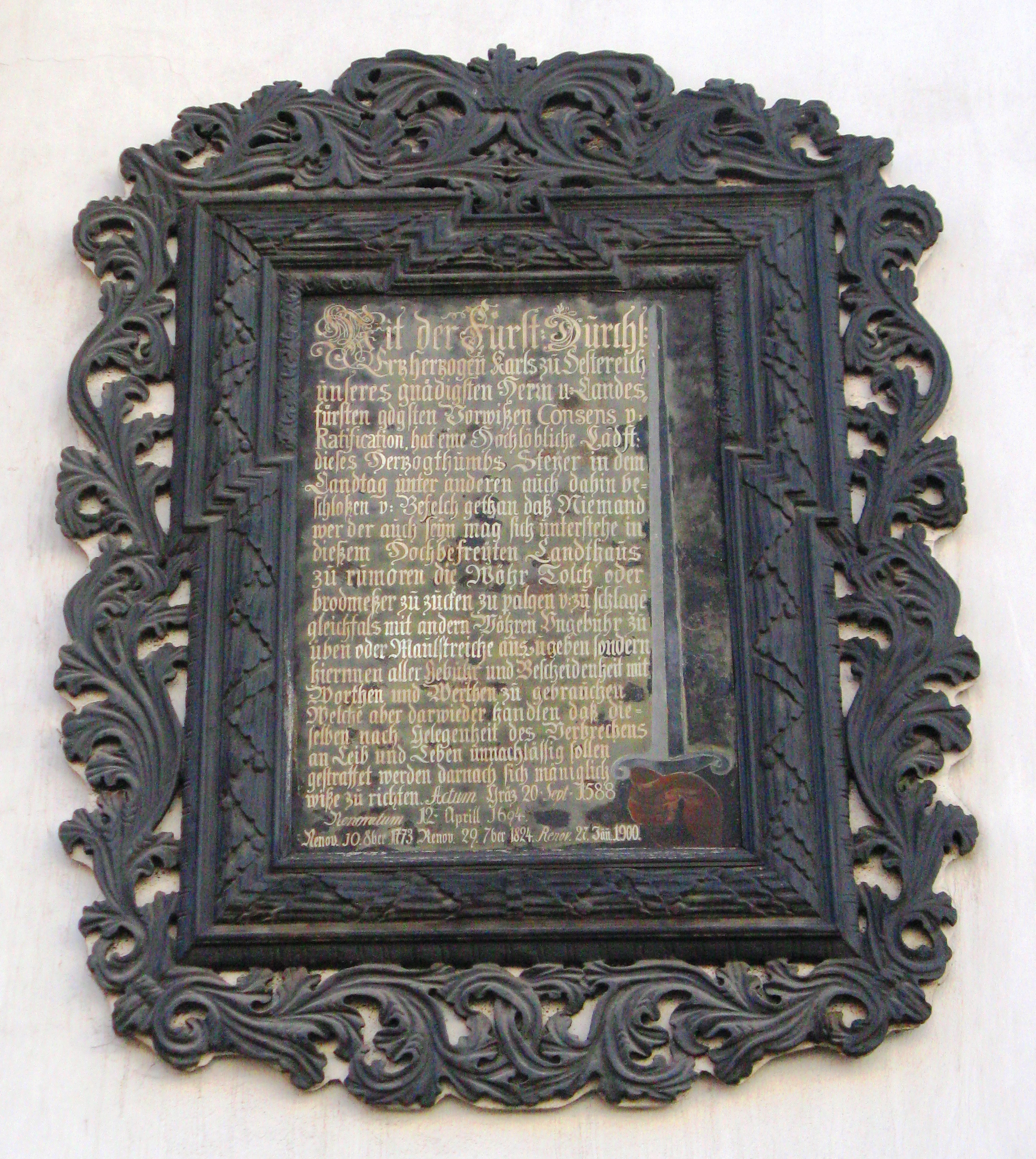
Panneau de rumeurs sur la façade extérieure de la Herrengasse.
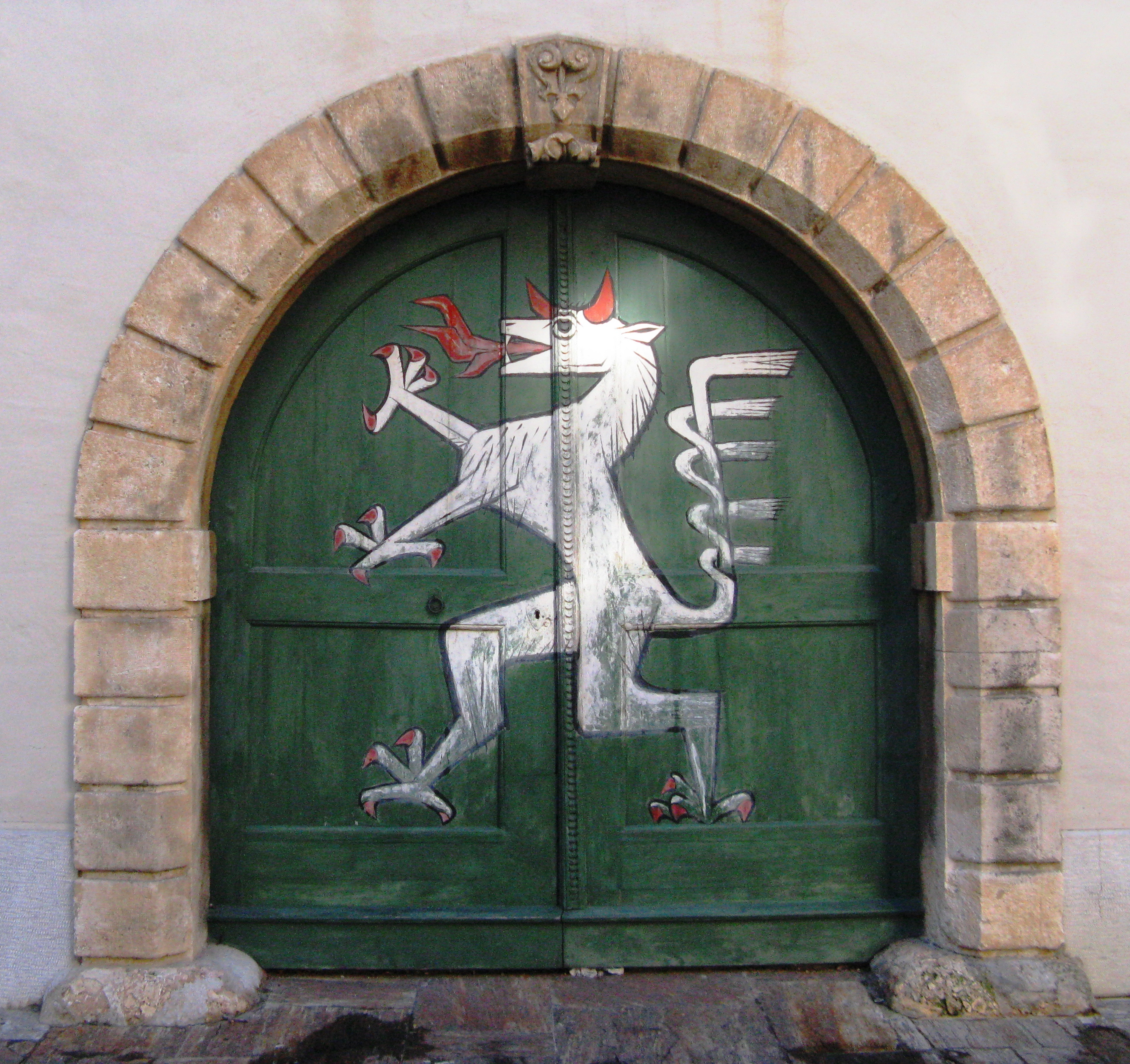
Armoiries de l'État de Styrie dans la cour.

## Source de traduction
- (de) Cet article est partiellement ou en totalité issu de l’article de Wikipédia en allemand intitulé « Grazer Landhaus » (voir la liste des auteurs).